# Miloslav Bělonožník
Miloslav Bělonožník (11. července 1918, Zlatá Olešnice - 12. ledna 2010 Liberec) byl československý skokan na lyžích. V roce 1948 obsadil na olympijských hrách ve Svatém Mořici 16. místo. V roce 1955 jako první Čechoslovák překonal stometrovou hranici, když v Oberstdorfu skočil 102 a 107 metrů. Druhý jmenovaný výkon byl zároveň novým světovým rekordem.
Po skončení aktivní sportovní kariéry se věnoval stavbě skokanských můstků. Od roku 1969 předsedal subkomisi pro stavbu můstku FIS. Byl autorem projektů skokanského areálu ve Falunu i na Ještědu. Zavedl evidenci, homologaci a vystavování certifikátů skokanských můstků. Při této činnosti využil taktéž znalost šesti světových jazyků.